# Брдо Ореховечко
Брдо Ореховечко (хрв. Brdo Orehovečko) је насељено место у општини Свети Петар Ореховец, Копривничко-крижевачка жупанија, Хрватска.

## Историја
До територијалне реорганизације у Хрватској било је у саставу старе општине Крижевци.

## Становништво
У попису становништва из 2011. године, Брдо Ореховечко је имало 40 становника.
| Број становника према пописима | Број становника према пописима | Број становника према пописима | Број становника према пописима | Број становника према пописима | Број становника према пописима | Број становника према пописима | Број становника према пописима | Број становника према пописима | Број становника према пописима | Број становника према пописима | Број становника према пописима | Број становника према пописима | Број становника према пописима | Број становника према пописима | Број становника према пописима |
| ------------------------------ | ------------------------------ | ------------------------------ | ------------------------------ | ------------------------------ | ------------------------------ | ------------------------------ | ------------------------------ | ------------------------------ | ------------------------------ | ------------------------------ | ------------------------------ | ------------------------------ | ------------------------------ | ------------------------------ | ------------------------------ |
| 1857                           | 1869                           | 1880                           | 1890                           | 1900                           | 1910                           | 1921                           | 1931                           | 1948                           | 1953                           | 1961                           | 1971                           | 1981                           | 1991                           | 2001                           | 2011                           |
| 59                             | 52                             | 61                             | 62                             | 63                             | 65                             | 57                             | 61                             | 76                             | 74                             | 64                             | 62                             | 54                             | 52                             | 50                             | 40                             |

Напомена: До 1900. исказивано под именом Брдо.